# Julio Salvador Sagreras
Julio Salvador Sagreras (Buenos Aires, 22 de noviembre de 1879 – Buenos Aires, 20 de julio de 1942) fue un guitarrista, compositor y docente argentino. Hijo de guitarristas (Gaspar Sagreras), fue profesor de guitarra en la Academia de Bellas Artes de Buenos Aires, Argentina. Es abuelo materno de Mario Eduardo Firmenich, fundador de la agrupación Montoneros.
Publicó cerca de cien composiciones con la editorial Francisco Nuñez, en Buenos Aires y en el año 1905, fundó su propia escuela de guitarra: La Academia de Guitarra. Fue autor de métodos de enseñanza para la guitarra, a partir del año 1925  tomó parte de numerosos conciertos radiofónicos. Como compositor,  escribió música principalmente para guitarra.
También escribió libros para aprender a ejecutar la guitarra, "Las Lecciones de guitarra" consistentes en 6 libros de aprendizaje desde lo elemental hasta el nivel de concertista de guitarra.

## Vida
En su juventud escribe sus primeras composiciones, este talentoso guitarrista y pianista Argentino publica su libro LAS LECCIONES DE LA GUITARRA, a mediados del siglo XX donde propone técnicas y estudio para inspiración  folklórica, así como su libro TÉCNICA SUPERIOR DE GUITARRA, centran su tema fundamental para aplicarse en guitarra utilizando la técnica clásica.
No podemos pasar por alto la cantidad de conciertos que él y su padre realizaron juntos, pero también no solo con su progenitor, sino también con otros artistas de renombren la época. Sin duda alguna este excelente compositor será recordado por muchos, ya que sus tangos creados causaron gran empatía en el público, desafortunadamente en 1942 el mundo se despidió de uno de los músicos más reconocidos en la época en su país y el mundo.
La música por naturaleza no puede pasar por desapercibida, sino más bien forma parte de nuestra vida cotidiana y cuando compositores como Sagreras logran penetrar sus obras dentro del público, difícilmente se olvidarán por toda la vida. No podemos pasar por alto que la influencia de la música ha sido fundamental a través de los años, y ha sido factor sumamente importante para el desarrollo de culturas y sociedades, como ejemplo hace más de 2 mil años en Japón realizó su equipo imperial de música, no se diga del gran Aristóteles que pensaba que la música representaba las pasiones del alma.  Sin duda que este arte (música) siempre va perdurar, siempre hay pasiones, emociones que son trasmitidas a través de las notas, y que compositores como Sagreras, siempre inspiraran seguir y escuchar su legado.

## Obra
Sagreras compuso muchas obras para guitarra, entre las cuales se encuentra El Colibrí (estudio característico), obra que integra el repertorio de los principales guitarristas del mundo y fue grabada en numerosas oportunidades. En su juventud escribió para el teatro sus primeras tres obras: "La Isla Verde"; "El cura suplente", letra del teniente José R. Spuch, estrenada por la actriz Lola Membrives en el "Teatro Rivadavia" (hoy Liceo}.
Otras de sus composiciones publicadas han sido "Bebita" (vals), "Cajita de Música", Nelly (zamba), "El zorzal" (estilo) y los valses "Nenúfar" y "Violetas".
Ha trascendido especialmente su serie de libros didácticos para la enseñanza de la guitarra "Las primeras lecciones de guitarra", serie que continúa hasta "Las sextas lecciones de guitarra" y concluye en "Técnica superior de guitarra".

## Composiciones
- El Colibri, para guitarra

- Tres Piezas Fáciles, op. 19 (Marcia, María Luisa, Nostalgia)

- Miniatura, vals op. 20

- La cajita de música

- Estudio para la mano izquierda

- Mazurka de Salon, op. 1

- Quejas Amorosas, vals op. 2

- Mis Aspiraciones, gran fantasia op. 3

- Espontánea, gavotta n. 1, op. 5

- Madrid, vals-capriccio spagnolo op. 6

- Venecia, barcarola-capriccio op. 7

- Cadenciosa, habanera op. 8

- Zamba y Vidalita Oriental, op. 10

- Estilos criollos, op. 11

- Miradas y Sonrisas, vals para guitarra op. 14

- Melancolía, sonata op. 15

- El Inspirado, vals para guitarra op. 16

- La Marcial, marcia para guitarra op. 17

- Pensando en Ella, op. 18

- Divagando, andante sentimental op. 21

- Arrullos, vals op. 22

- Sonatina-Estudio n. 1, op. 23

- Delia, vals para guitarra op. 24

- Sonatina-Estudio n. 2, op. 25

- Magdalena, vals op. 26

- El pimpollito, op. 27

- Sonatina-Estudio n. 3, op. 28

- La Elegante, gavotta n. 2, op. 29

- Rimas, vals op. 30

- Sonatina-Estudio n. 4, op. 31

- Anita, vals op. 32

- El Andalúz, tango clásico op. 33

- La Napolitana, tarantella op. 34

- Reminiscencias, nocturno op. 36

- La Gioconda, Danza delle ore, op. 37

- La Espiritual, romanza senza parole op. 40

- Elisa, mazurka op. 41

- El Melodioso, vals op. 42

- Filigrana, vals op. 44

- Sonatina-Estudio n. 5, op. 45

- Sonatina-Estudio n. 6, op. 46

- Sonatina-Estudio n. 7, op. 47

- Sonatina-Estudio n. 8, op. 48

- La Ideal, romanza senza parole op. 49

- La Aristocrática, gavotta n. 3 op. 50

- La Bailable, mazurka op. 51

- El Rosarino, vals op. 52

- Nocturno n. 2 de Frédéric Chopin, op. 53

- Lejos del Bien Amado!, 4° vals Boston op. 56

- El Porteño, valzer op. 57

- La Original, habanera classica op. 58.

- Bebita, Vals